# Cymbidium
Cymbidium (Cymbidium) – rodzaj roślin z rodziny storczykowatych (Orchidaceae). Należy do niego około 86 gatunków. Zasięg obejmuje tropikalną i subtropikalną Azję (północne Indie, Japonia, Chiny, Borneo, Filipiny, Malezja) oraz Australię. Istnieje wiele odmian uprawnych różniących się kolorystyką kwiatów (od białego, poprzez żółty, czerwony, zielony, aż po odcienie brązu), kwiaty są jednobarwne lub dwubarwne. Storczyki z rodzaju Cymbidium należą do łatwiejszych w hodowli, zwłaszcza dotyczy to mieszańców. 

## Morfologia
Rośliny sympodialne, wytwarzają pseudobulwy, z których wyrastają długie, wstęgowate liście. Osiągają wysokość do 150 cm. 

## Systematyka
Pozycja systematyczna według Angiosperm Phylogeny Website (aktualizowany system APG III z 2009)
Jeden z rodzajów podplemienia Cymbidiinae z plemienia Cymbidieae wchodzącego w skład podrodziny epidendronowych (Epidendroideae) z rodziny storczykowatych (Orchidaceae). Storczykowate są kladem bazalnym w rzędzie szparagowców Asparagales w obrębie jednoliściennych.
Pozycja rodzaju w systemie Reveala (1994-1999)
Gromada okrytonasienne (Magnoliophyta Cronquist), podgromada Magnoliophytina Frohne & U. Jensen ex Reveal, klasa jednoliścienne (Liliopsida Brongn.), podklasa liliowe (Liliidae J.H. Schaffn.), nadrząd Lilianae Takht., rząd storczykowce (Orchidales Raf), podrząd Orchidineae Rchb., rodzina storczykowate (Orchidaceae Juss.), rodzaj cymbidium (Cymbidium Sw.).
Gatunki

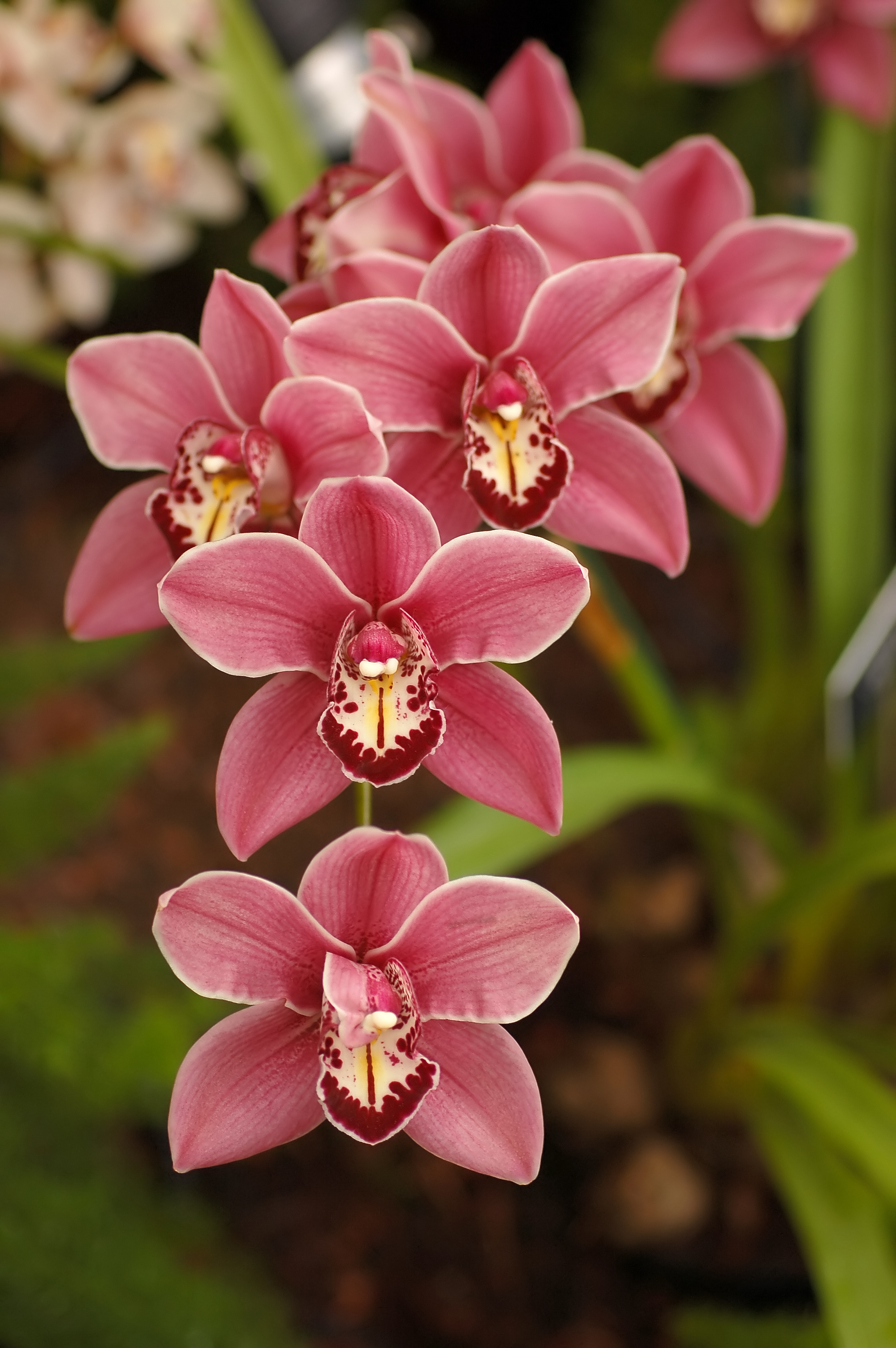
Kwiaty gatunku z rodziny Cymbidium

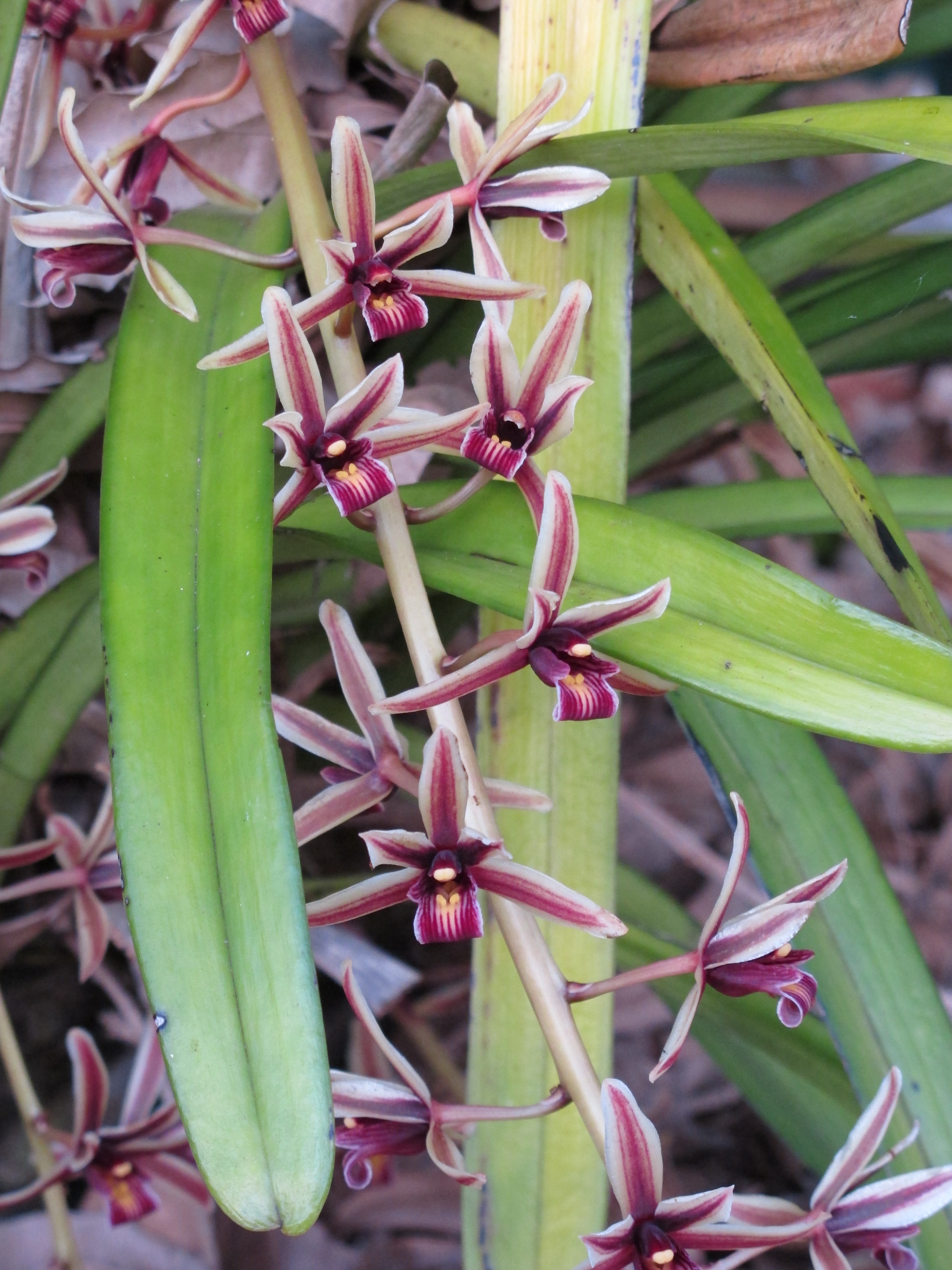
Cymbidium aloifolium

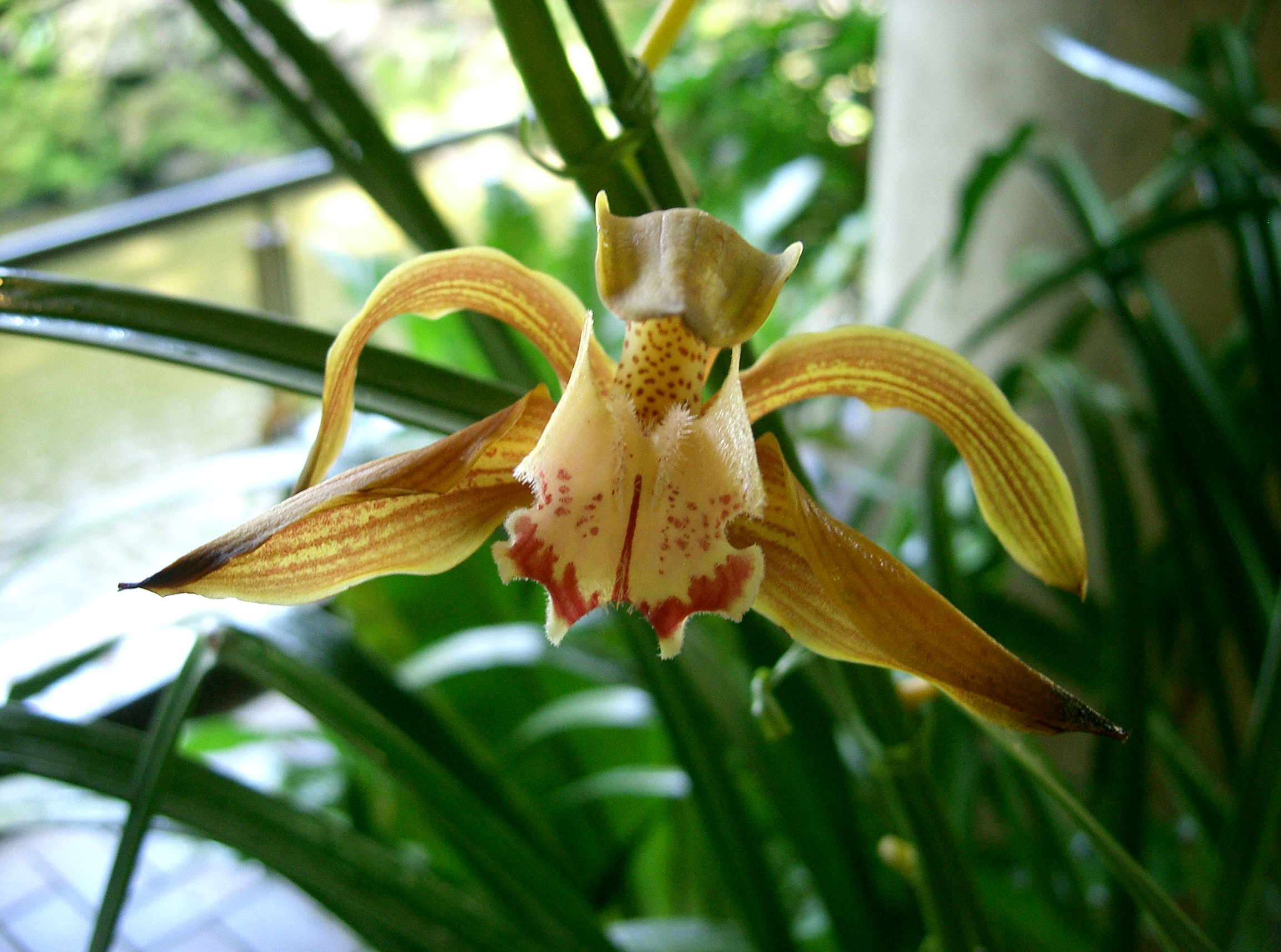
Cymbidium tracyanum

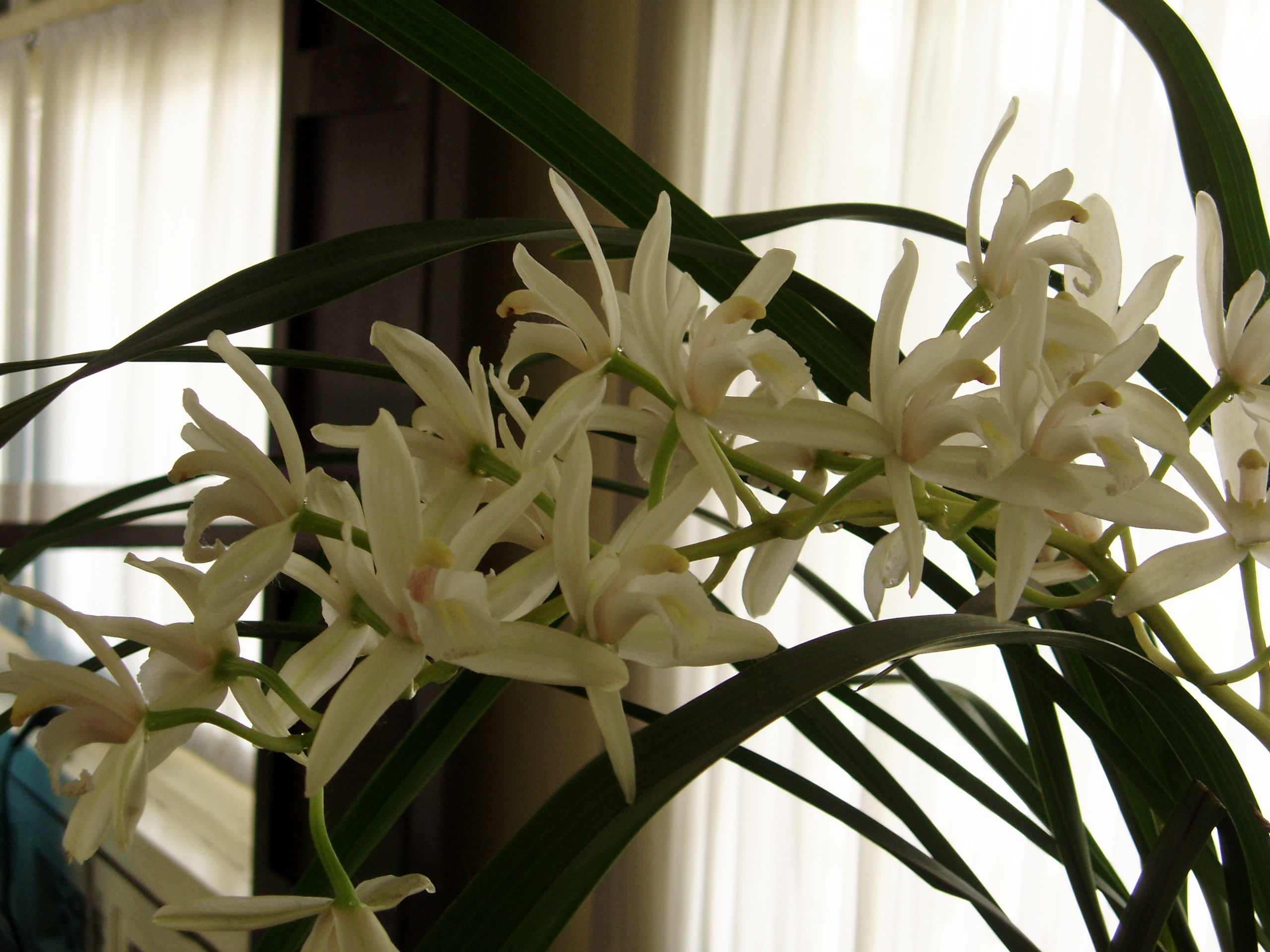
Cymbidium pumilum

- Cymbidium acuminatum M.A.Clem. & D.L.Jones
- Cymbidium aliciae Quisumb.
- Cymbidium aloifolium (L.) Sw.
- Cymbidium atrolabium X.Y.Liao, S.R.Lan & Z.J.Liu
- Cymbidium atropurpureum (Lindl.) Rolfe
- Cymbidium banaense Gagnep.
- Cymbidium bicolor Lindl.
- Cymbidium biflorens D.Y.Zhang, S.R.Lan & Z.J.Liu
- Cymbidium borneense J.J.Wood
- Cymbidium brevifolium Zhuang Zhou, S.R.Lan & Z.J.Liu
- Cymbidium canaliculatum R.Br.
- Cymbidium changningense Z.J.Liu & S.C.Chen
- Cymbidium chloranthum Lindl.
- Cymbidium cochleare Lindl.
- Cymbidium codonanthum Yuting Jiang, Liang Ma & S.Chen
- Cymbidium concinnum Z.J.Liu & S.C.Chen
- Cymbidium crassifolium Herb.
- Cymbidium cyperifolium Wall. ex Lindl.
- Cymbidium daweishanense G.Q.Zhang & Z.J.Liu
- Cymbidium dayanum Rchb.f.
- Cymbidium defoliatum Y.S.Wu & S.C.Chen
- Cymbidium devonianum Paxton
- Cymbidium dianlan H.He
- Cymbidium eburneum Lindl.
- Cymbidium elegans Lindl.
- Cymbidium elongatum J.J.Wood, Du Puy & Shim
- Cymbidium ensifolium (L.) Sw.
- Cymbidium erythraeum Lindl.
- Cymbidium erythrostylum Rolfe
- Cymbidium faberi Rolfe
- Cymbidium finlaysonianum Lindl.
- Cymbidium floribundum Lindl.
- Cymbidium formosanum Hayata
- Cymbidium goeringii (Rchb.f.) Rchb.f.
- Cymbidium haematodes Lindl.
- Cymbidium hartinahianum J.B.Comber & Nasution
- Cymbidium hengbungense A.N.Rao, Chowlu, H.B.Sharma, K.S.Thithila & D.S.Thokchom
- Cymbidium hookerianum Rchb.f.
- Cymbidium induratifolium Z.J.Liu & J.N.Zhang
- Cymbidium insigne Rolfe
- Cymbidium iridioides D.Don
- Cymbidium jiangchengense Ying L.Peng, S.R.Lan & Z.J.Liu
- Cymbidium kanran Makino
- Cymbidium lancifolium Hook.
- Cymbidium lii M.Z.Huang, J.M.Yin & G.S.Yang
- Cymbidium longipes Z.J.Liu & J.N.Zhang
- Cymbidium lowianum (Rchb.f.) Rchb.f.
- Cymbidium macrorhizon Lindl.
- Cymbidium madidum Lindl.
- Cymbidium maguanense F.Y.Liu
- Cymbidium mastersii Griff. ex Lindl.
- Cymbidium micranthum Z.J.Liu & S.C.Chen
- Cymbidium motuoense W.Q.Hu, Qinghai Zhang & Z.J.Liu
- Cymbidium munronianum King & Pantl.
- Cymbidium nanulum Y.S.Wu & S.C.Chen
- Cymbidium omeiense Y.S.Wu & S.C.Chen
- Cymbidium parishii Rchb.f.
- Cymbidium puerense Z.J.Liu & S.R.Lan
- Cymbidium purpureisepalum M.J.Zhu & S.R.Lan
- Cymbidium qiubeiense K.M.Feng & H.Li
- Cymbidium rectum Ridl.
- Cymbidium recurvatum Z.J.Liu, S.C.Chen & P.J.Cribb
- Cymbidium repens Aver. & Q.T.Phan
- Cymbidium roseum J.J.Sm.
- Cymbidium sanderae (Rolfe) P.J.Cribb & Du Puy
- Cymbidium schroederi Rolfe
- Cymbidium seidenfadenii (P.J.Cribb & Du Puy) P.J.Cribb
- Cymbidium serratum Schltr.
- Cymbidium shidianense G.Z.Chen, G.Q.Zhang & L.J.Chen
- Cymbidium sichuanicum Z.J.Liu & S.C.Chen
- Cymbidium sigmoideum J.J.Sm.
- Cymbidium sinense (Andrews) Willd.
- Cymbidium suave R.Br.
- Cymbidium suavissimum Sander ex C.H.Curtis
- Cymbidium tamphianum Aver.
- Cymbidium teretipetiolatum Z.J.Liu & S.C.Chen
- Cymbidium tigrinum C.S.P.Parish ex Hook.
- Cymbidium tortisepalum Fukuy.
- Cymbidium tracyanum L.Castle
- Cymbidium viride Sanjeet Kumar
- Cymbidium wadae T.Yukawa
- Cymbidium weishanense X.Yu & Z.J.Liu
- Cymbidium wenshanense Y.S.Wu & F.Y.Liu
- Cymbidium whiteae King & Pantl.
- Cymbidium wilsonii (Rolfe ex De Cock) Rolfe
- Cymbidium xichouense Xin Y.Xu, C.C.Ding & S.R.Lan

Hybrydy
- Cymbidium × ballianum Rolfe
- Cymbidium × baoshanense F.Y.Liu & Perner
- Cymbidium × charlesworthii Rolfe & Hurst
- Cymbidium × cravenianim Anon.
- Cymbidium × dilatatiphyllum J.M.H.Shaw
- Cymbidium × florinda Rolfe
- Cymbidium × gammieanum King & Pantl.
- Cymbidium × glebelandense Rolfe
- Cymbidium × hillii F.Muell. ex Regel
- Cymbidium × malipoense L.J.Chen, Hong B.Zhou & Z.J.Liu
- Cymbidium × monanthum J.M.H.Shaw
- Cymbidium × nishiuchianum Makino ex J.M.H.Shaw
- Cymbidium × nomachianum T.Yukawa & Nob.Tanaka
- Cymbidium × nujiangense X.P.Zhou, S.P.Lei & Z.J.Liu
- Cymbidium × oblancifolium Z.J.Liu & S.C.Chen
- Cymbidium × purpuratum L.J.Chen, Li.Q.Li & Z.J.Liu
- Cymbidium × rosefieldense Rolfe
- Cymbidium × woodlandense Rolfe